# Wawel Kraków
Wawel Kraków (voller Name: Wojskowy Klub Sportowy „Wawel“ Kraków, Armeesportklub „Wawel“ Krakau), früher auch bekannt als OWKS Kraków, ist ein polnischer Fußballverein aus Krakau in der Woiwodschaft Kleinpolen. Der Verein spielte in den Spielzeiten 1952 und 1953 in der 1. Liga (heute Ekstraklasa). Heute spielt er nur noch in der achtklassigen Klasa B.

## Geschichte
Der Verein wurde 1919 unter dem Namen KS Wawel gegründet. Der Name wurde zu Ehren des inmitten der Stadt gelegenen Schloss Wawel gewählt. 1928 fusionierte der Verein mit einem anderen Krakauer Verein, der militärische Wurzeln hatte.
Zwischen 1945 und 1949 führte der Klub viele verschiedene Namen, die sich alle auf die polnische Armee bezogen.
1952 wurde der Verein mit einem 5:1-Sieg über Cracovia erster Sieger des polnischen Ligapokals.
Der Verein belegte 1953 unter dem Namen OWKS Kraków hinter Ruch Chorzów den zweiten Platz in der 1. Liga und vor dem ebenfalls aus Krakau stammenden Verein Wisła Krakau. Im gleichen Jahr verließ der Verein die oberste Klasse, da nur Legia das Recht hatte als Armeemannschaft in der 1. Liga spielen zu dürfen. Bis 1964 war der Klub in der zweiten Liga, ebenso 1996 nochmals für drei Spielzeiten. 1957 gab sich der Verein den Namen WKS Wawel Kraków, den er auch heute noch führt.
Der Verein verfügt über ein Fußballstadion mit Tartanbahn, das 1953 eröffnet wurde. Seit 2002 hat der Klub sieben Abteilungen: Leichtathletik, Fußball, Volleyball, Tennis, Sportschießen, Orientierungslauf und Fallschirmspringen.